# Sociedad Deportiva Formentera
La Sociedad Deportiva Formentera è una società calcistica con sede a Formentera, nelle Isole Baleari, in Spagna. 
Gioca nella Tercera Federación, la quinta serie del campionato spagnolo. Nella stagione 2016-2017 giunge ai sedicesimi di finale di Coppa del Re.

## Tornei nazionali
- 1ª División: 0 stagioni
- 2ª División: 0 stagioni
- 2ª División B: 1 stagione
- 3ª División: 6 stagioni

## Stagioni
| Stagione | Categoria    | Posizione |
| -------- | ------------ | --------- |
| 1979/80  | 4ª           | 19°       |
| 1989/90  | 1ª Regionale | –         |
| 1999/00  | 1ª Regionale | 9º        |
| 2000/01  | 1ª Regionale | 5°        |
| 2001/02  | 1ª Regionale | 6°        |
| 2002/03  | 1ª Regionale | 3°        |
| 2003/04  | 1ª Regionale | 7°        |
| 2004/05  | 1ª Regionale | 6°        |
| 2005/06  | 1ª Regionale | 9°        |
| 2006/07  | 1ª Regionale | 9°        |
| 2007/08  | 1ª Regionale | 1°        |
| 2008/09  | 1ª Regionale | 7°        |
| 2009/10  | 1ª Regionale | 10°       |
| 2010/11  | 1ª Regionale | 2°        |
| 2011/12  | 1ª Regionale | 1°        |
| 2012/13  | 4ª           | 3°        |
| 2013/14  | 4ª           | 3°        |
| 2014/15  | 4ª           | 1°        |
| 2015/16  | 4ª           | 2°        |
| 2016/17  | 4ª           | 1°        |
| 2017/18  | 3ª           | –         |

## Palmarès

### Competizioni nazionali
- Tercera División: 2

2014-2015, 2016-2017

### Altri piazzamenti
- Tercera División:

Secondo posto: 2015-2016
Terzo posto: 2012-2013, 2013-2014
- Tercera Federación:

Terzo posto: 2024-2025 (gruppo 11)